# Principio di sussidiarietà
Il principio di sussidiarietà, in diritto, è il principio secondo il quale, se un ente inferiore è capace di svolgere bene un compito, l'ente superiore non deve intervenire, ma può eventualmente sostenerne l'azione. Esso si è progressivamente affermato all'interno di uno Stato di diritto e nei vari ambiti della società moderna e contemporanea.

## Storia
In ambito filosofico il principio di sussidiarietà emerge, seppur in forma implicita, nel pensiero di Aristotele (rapporto tra governo e libertà), di Tommaso d'Aquino e di Johannes Althusius (1557-1638), ma viene espressamente enunciato solo nel corso del XIX secolo. Una prima definizione compiuta deriva infatti dalla dottrina sociale della Chiesa cattolica, della quale costituisce uno dei fondamenti (generalmente "temperato" da un simmetrico principio di solidarietà).
Il principio di sussidiarietà nasce come principio di organizzazione sociale; la prima comparsa come costrutto teorico dettagliato e strutturato si può far risalire, appunto, alla dottrina sociale della Chiesa cattolica. Il primo documento che si esprime in questi termini è la lettera enciclica Rerum Novarum (1891) di papa Leone XIII, la quale recita:
(Rerum Novarum, 28)
Una formulazione più esplicita del principio compare nell'enciclica Quadragesimo Anno (1931) di Pio XI. Quarant'anni dopo la Rerum Novarum, la Chiesa cattolica si esprime nuovamente su questo tema, sviluppando la linea anti-statalista. In particolare questa enciclica mette in evidenza la necessità che lo stato eserciti correttamente i suoi poteri, senza invadere le competenze dei corpi intermedi e nel rispetto del principio di sussidiarietà che viene così definito:
(Quadragesimo Anno, 79-81)
Nel 1961, con papa Giovanni XXIII (lettera enciclica Mater et magistra), la Chiesa cattolica ritorna a parlare della "questione sociale"; al paragrafo 40 dell'enciclica vi è un esplicito riferimento ai poteri pubblici, che «devono essere attivamente presenti allo scopo di promuovere, nei debiti modi, lo sviluppo produttivo in funzione del progresso sociale a beneficio di tutti i cittadini. La loro azione, che ha carattere di orientamento, di stimolo, di coordinamento, di supplenza e di integrazione deve ispirarsi al principio di sussidiarietà».
Nel 1963 la Pacem in terris di papa Giovanni XXIII afferma:
(Pacem in terris, 74)
A distanza di ulteriori trent'anni la dottrina sociale della Chiesa viene di nuovo orientata all'organizzazione sociale. 
Nel 1986 l'istruzione della Sacra Congregazione per la dottrina della fede Libertà cristiana e liberazione riafferma che la dignità umana è il valore che collega il principio della solidarietà al principio di sussidiarietà:
(Libertà cristiana e liberazione, 73)
È l'enciclica Centesimus Annus (emanata in occasione del centenario dall'uscita della "Rerum Novarum") di papa Giovanni Paolo II che riafferma le precedenti elaborazioni, fornendo però un'interpretazione attualizzata anche nella terminologia:
Intervenendo direttamente e deresponsabilizzando la società, lo Stato assistenziale provoca la perdita di energie umane e l’aumento esagerato degli apparati pubblici, dominati da logiche burocratiche più che dalla preoccupazione di servire gli utenti, con enorme crescita delle spese. [...] Conosce meglio il bisogno e riesce meglio a soddisfarlo chi è ad esso più vicino e si fa prossimo al bisognoso. [...] Spesso un certo tipo di bisogni richiede una risposta che non sia solo materiale, ma che ne sappia cogliere la domanda umana più profonda. Si pensi anche alla condizione dei profughi, degli immigrati, degli anziani o dei malati ed a tutte le svariate forme che richiedono assistenza, come nel caso dei tossicodipendenti: persone tutte che possono essere efficacemente aiutate solo da chi offre loro, oltre alle necessarie cure, un sostegno efficacemente fraterno.»
(Centesimus annus, 48d)
Anche successivamente la Chiesa cattolica promosse questo principio, sottolineando soprattutto il ruolo della famiglia e dei corpi intermedi in tutti i settori della società.
Il principio di sussidiarietà appare dunque fondato su una visione gerarchica della vita sociale e afferma che le società di ordine superiore devono aiutare, sostenere e promuovere lo sviluppo di quelle minori. In particolare, il principio di sussidiarietà esalta il valore dei cosiddetti corpi intermedi (famiglie, associazioni, confessioni religiose strutturate etc.), che si trovano in qualche modo tra il singolo cittadino e lo Stato: secondo questo principio, se i corpi intermedi sono in grado di svolgere una funzione sociale o di soddisfare un bisogno del cittadino (per esempio l'istruzione, l'educazione, l'assistenza sanitaria, i servizi sociali, l'informazione), lo Stato non deve privare queste "società di ordine inferiore" delle loro competenze, ma piuttosto sostenerle - anche finanziariamente - e al massimo coordinare il loro intervento con quello degli altri corpi intermedi.
In questo modo il principio di sussidiarietà, che è un principio organizzativo del potere basato su una ben precisa antropologia, traduce nella vita politica, economica e sociale una concezione globale dell'essere umano e della società: in questa concezione, il fulcro dell'ordinamento giuridico resta la persona, intesa come individuo in relazione, e perciò le funzioni pubbliche devono competere in prima istanza a chi è più vicino alle persone, ai loro bisogni e alle loro risorse.
I Paesi di cultura anglosassone (principalmente Regno Unito e Stati Uniti d'America) vengono spesso citati come esempi di società in cui è valorizzata la sussidiarietà; per esempio, il principio si trova espresso nella Costituzione degli Stati Uniti d'America, sebbene solo a proposito del rapporto tra il governo federale e i singoli Stati federati, non tra Stato e corpi intermedi. La sussidiarietà di stampo anglosassone, in effetti, non coincide del tutto con il principio di sussidiarietà formulato dalla dottrina cattolica, mentre si avvicina piuttosto alla cultura liberale di matrice calvinista, basata sul principio di sovranità delle sfere. Il principio di sovranità delle sfere rigetta lo statalismo - come fa anche il principio di sussidiarietà -, ma esso esclude anche qualsiasi sostegno (economico o di qualsiasi altro genere) da parte dello Stato ai corpi intermedi (e prima di tutto alle Chiese), mentre chi invoca il principio di sussidiarietà generalmente appoggia questo tipo di sostegno.

## Descrizione
In via generale, la sussidiarietà può essere definita come quel principio regolatore secondo il quale, se un ente inferiore è capace di svolgere bene un compito, l'ente superiore non deve intervenire, ma può eventualmente sostenerne l'azione. Gli ambiti più frequenti in cui si realizza la sussidiarietà sono la scienza politica e l'ordinamento giuridico, tanto che lo stesso principio può essere assunto come un vero e proprio principio giuridico.
È caratterizzato da implicazioni sia di natura positiva sia di tipo negativo. Dal punto di vista positivo, si afferma che lo Stato (e gli altri enti pubblici) dovrebbe offrire sostegno economico, istituzionale e legislativo alle entità sociali minori (chiese, famiglia, associazioni). Le implicazioni di natura negativa, invece, spingono lo Stato ad auto-astenersi dall'intervenire in determinati settori, per non ostacolare chi potrebbe soddisfare un determinato bisogno meglio dello Stato stesso (si presuppone, che le libere aggregazioni di persone conoscano certe realtà periferiche meglio degli amministratori pubblici di livello più alto). In questa maniera si favorirebbe la lotta all'inefficienza, allo spreco, all'assistenzialismo e ad un eccessivo centralismo burocratico.

### Le interpretazioni
Un'interpretazione ristretta del principio di sussidiarietà obbligherà il legislatore, in presenza di due possibili strumenti di tutela posti a garanzia di un determinato bene giuridico (ad esempio sanzione amministrativa e condanna penale), ad optare per la tutela non penalistica, ciò nel pieno rispetto del principio di sussidiarietà stesso, che vede nella tutela offerta dalle fattispecie penalistiche l'extrema ratio, ossia, la cosiddetta "soluzione ultima" all'aggressione contro il bene giuridico tutelato.
Un'interpretazione estensiva del principio di sussidiarietà consentirà, anche in presenza di due (o più) possibili strumenti di tutela posti a garanzia di un determinato bene giuridico (tutti idonei a tutelare in maniera adeguata l'aggressione a tale bene), di optare comunque per l'utilizzo della tutela penalistica.
Tale scelta sarebbe consentita in presenza di una volontà, da parte del legislatore, di stigmatizzare il comportamento lesivo del bene giuridico, evidenziando, attraverso il ricorso alla tutela penalistica, la particolare riprovevolezza della condotta sanzionata.

### Nel diritto internazionale
Nel diritto dell'Unione europea, il trattato di Maastricht, siglato il 7 febbraio 1992, ha qualificato la sussidiarietà come principio cardine dell'Unione europea. Tale principio viene, infatti, richiamato nel preambolo del Trattato:
"[...] DECISI a portare avanti il processo di creazione di un'unione sempre più stretta fra i popoli dell'Europa, in cui le decisioni siano prese il più vicino possibile ai cittadini, conformemente al principio della sussidiarietà."
E viene esplicitamente sancito dall'Articolo 5 del Trattato CE che richiama la sussidiarietà come principio regolatore dei rapporti tra Unione e stati membri:
La Comunità agisce nei limiti delle competenze che le sono conferite e degli obiettivi che le sono assegnati dal presente trattato.
Nei settori che non sono di sua esclusiva competenza la Comunità interviene, secondo il principio della sussidiarietà, soltanto se e nella misura in cui gli obiettivi dell'azione prevista non possono essere sufficientemente realizzati dagli Stati membri e possono dunque, a motivo delle dimensioni o degli effetti dell'azione in questione, essere realizzati meglio a livello comunitario.
L'azione della Comunità non va al di là di quanto necessario per il raggiungimento degli obiettivi del presente trattato.
Tale principio è stato poi ulteriormente potenziato dal Trattato di Lisbona che, recependo molte delle disposizioni del defunto Trattato Costituzionale, ha introdotto un elenco di competenze e un meccanismo di controllo ex ante del principio stesso da parte dei parlamenti nazionali.
Anche nell'evoluzione della Convenzione europea per la salvaguardia dei diritti dell'uomo e delle libertà fondamentali si è riconfigurato il rapporto tra Corte Edu e giurisdizioni nazionali, il che "ha visto uscire rafforzati il principio di sussidiarietà e il margine di apprezzamento degli Stati".
L'art. 10 del Trattato delega agli Stati membri l'obbligo di "adottare tutte le misure atte ad assicurare l'esecuzione degli obblighi derivanti dal Trattato o dagli atti della Comunità". L'UE si riserva il diritto di controllare la conformità di tale esecuzione rispetto al diritto europeo. A tale approccio dell'amministrazione indiretta teorizzato da Jean Monnet è stato progressivamente aggiunta l'assunzione di compiti di gestione (es. il Commissario europeo per la concorrenza) oppure l'esercizio congiunto nazionale-comunitario di compiti pubblici.

## Nelle legislazioni statali
Tra i paesi che incorporano nel loro ordinamento il principio di sussidiarietà da più tempo vi sono anche Stati federali come gli Stati Uniti d'America e la Svizzera.

### Italia
Il principio di sussidiarietà è entrato a far parte dell'ordinamento giuridico italiano attraverso il diritto comunitario, onde essere poi implementato in forme sempre più estensive sino al punto di essere direttamente incorporato nella Costituzione della Repubblica Italiana a partire dal 2001.
Precedentemente all'introduzione nella Costituzione (art. 118) di tale principio vigeva il cosiddetto principio del parallelismo, in virtù del quale spettavano allo Stato e alle regioni le potestà amministrative per quelle materie per le quali esercitavano la potestà legislativa; questo principio non è più in vigore, in quanto sostituito dai nuovi principi introdotti nell'art. 118 della Costituzione nel 2001 (principio di sussidiarietà, principio di adeguatezza e principio di differenziazione). In base all'art. 118 della Costituzione, e nella legge di attuazione del 5 giugno 2003, n. 131 tale principio implica che:
- le diverse istituzioni, nazionali come sovranazionali, debbano tendere a creare le condizioni che permettono alla persona e alle aggregazioni sociali (i cosiddetti corpi intermedi: famiglia, associazioni, partiti) di agire liberamente senza sostituirsi ad essi nello svolgimento delle loro attività: un'entità di livello superiore non deve agire in situazioni nelle quali l'entità di livello inferiore (e, da ultimo, il cittadino) è in grado di agire per proprio conto;
- l'intervento dell'entità di livello superiore debba essere temporaneo e teso a restituire l'autonomia d'azione all'entità di livello inferiore;
- l'intervento pubblico sia attuato quanto più vicino possibile al cittadino: prossimità del livello decisionale a quello di attuazione.
- esistono tuttavia un nucleo di funzioni inderogabili che i poteri pubblici non possono alienare (coordinamento, controllo, garanzia dei livelli minimi di diritti sociali, equità, ecc).

Il principio di sussidiarietà può quindi essere visto sotto un duplice aspetto:
- in senso verticale: la ripartizione gerarchica delle competenze deve essere spostata verso gli enti più prossimi al cittadino e, pertanto, più vicini ai bisogni del territorio;
- in senso orizzontale: il cittadino, sia come singolo che attraverso i corpi intermedi, deve avere la possibilità di cooperare con le istituzioni nel definire gli interventi che incidano sulle realtà sociali a lui più prossime[7].

La legge italiana sposa l'interpretazione meno restrittiva del principio di sussidiarietà, secondo la quale l'azione dei pubblici poteri si configura come sussidiaria di quella dei privati singoli e associati: gli enti istituzionali possono legittimamente intervenire nel contesto sociale, ove le funzioni amministrative assunte siano svolte in modo più efficiente e con risultati più efficaci che se fossero lasciate alla libera iniziativa privata, ancorché regolamentata. L'interpretazione più restrittiva, invece, sostiene che i pubblici poteri devono agire preferenzialmente tramite il coinvolgimento diretto dei singoli e dei gruppi sociali liberamente costituiti: ciò nel senso di non sostituirsi mai ai corpi intermedi, nei contesti sociali in cui sono già presenti, a meno che non siano garantiti nemmeno i livelli minimi essenziali rispetto a un bisogno della comunità, e di favorire e attendere i tempi di formazione e di azione di questi corpi intermedi prima di assumere una iniziativa potenzialmente concorrente. Prima della riforma del Titolo V della Costituzione, già l'art. 3 comma 5 del D.Lgs. n. 267/2000, disponeva che “I Comuni e le Province svolgono le loro funzioni anche attraverso le attività che possono essere adeguatamente esercitate dalla autonoma iniziativa dei cittadini e delle loro formazioni sociali”.
Quindi, il principio di sussidiarietà sia orizzontale che verticale poggia sul postulato implicito che il corpo intermedio privato o il potere amministrativo locale possano esprimere un comportamento o un'attività amministrativa altrettanto legittimi di quelli che terrebbe lo Stato.
Tra i vari ambiti in cui può operare il principio, ne è evidente l'applicazione in Italia nell'ambito del servizio sanitario nazionale (ove cliniche private svolgono in regime di convenzione funzioni di ospedali pubblici con l'intero rimborso dei costi). Meno applicato è nell'ambito dell'istruzione pubblica, ove le scuole private ricevono solo un contributo da enti pubblici (prevalentemente le regioni), soprattutto nel caso delle scuole materne. Nel caso invece del soccorso pubblico in caso di calamità, viene lasciato ad associazioni private libertà di intervento (senza contributi pubblici), sia pure sotto il coordinamento dei servizi pubblici di protezione civile.
In ambito costituzionale viene indicato con principio di sussidiarietà quel principio sociale e giuridico amministrativo che stabilisce che l'intervento degli enti territoriali italiani (Regioni, Città Metropolitane, Province e Comuni), sia nei confronti dei cittadini sia degli enti e suddivisioni amministrative ad esso sottostanti (ovvero l'intervento di organismi sovranazionali nei confronti degli stati membri), debba essere attuato esclusivamente come sussidio (ovvero come aiuto, dal latino subsidium) nel caso in cui il cittadino o l'entità sottostante sia impossibilitata ad agire per conto proprio. Esso stabilisce che le attività amministrative vengono svolte dall'entità territoriale amministrativa più vicina ai cittadini (i comuni), ma esse possono essere esercitate dai livelli amministrativi territoriali superiori (Regioni, Province, Città metropolitane, Stato) solo se questi possono rendere il servizio in maniera più efficace ed efficiente.
Si parla di sussidiarietà verticale quando i bisogni dei cittadini sono soddisfatti dall'azione degli enti amministrativi pubblici, e di sussidiarietà orizzontale quando tali bisogni sono soddisfatti dai cittadini stessi, magari in forma associata e\o volontaristica. È menzionato anche all'art. 120) della Costituzione Democratica, unitamente al principio di leale cooperazione. Esso stabilisce che il governo italiano possa avocare a sé poteri sostitutivi degli enti locali, in gravi casi circostanziati di urgenza o inadempienza (v. Stato di emergenza) e delega esplicitamente una legge a garantire uno o più principi costituzionali, e a farlo mediante "procedure", quali possono essere una disciplina organica di legge in combinato con un Regolamento di dettaglio (cfr. casi di inderogabilità di regolamenti o leggi di normazione procedurale, di cui rispettivamente all'art. 72, o art. 117).
L'art. 120 trova specifica attuazione nella Legge 5 giugno 2003, n. 131, all'art. 8. In ambito civilistico la sussidiarietà indica l'ordine con il quale, in caso di concorso di soggetti debitori con patrimoni separati, vari soggetti debbano adempiere ad una prestazione. Il principio di sussidiarietà in ambito penalistico esplica la funzione del diritto penale come extrema ratio nella tutela di un determinato bene giuridico protetto. Più precisamente, quando due disposizioni sono in rapporto di sussidiarietà, descrivono entrambe gradi o stati diversi di aggressione al bene tutelato dal diritto: quella principale, che arreca al bene l'offesa maggiore, assorbe l'altra. Questo principio serve a rendere inammissibile (in quanto inutilmente duplice) la tutela mediante sanzione penale di un fatto materiale. Sempre nell'ambito del diritto penale, il principio di sussidiarietà è entrata come concetto nel Diritto dell'esecuzione penale, nel senso che per l'esecuzione della condanna, ai fini della riabilitazione del reo, il carcere dovrebbe essere l'extrema ratio quando non siano idonee misure o pene alternative in relazione alla gravità del reato od alla personalità del condannato. Le interpretazioni dottrinarie e giurisprudenziali hanno elaborato una duplice accezione di tale principio, che comportano un allargamento o una riduzione dell'ambito applicativo dello stesso.

### Stati Uniti d'America
La Carta dei Diritti degli Stati Uniti, ratificata il 15 dicembre 1791, incorpora il principio di sussidiarietà nel Decimo Emendamento il quale recita che i poteri che non sono delegati dalla Costituzione al governo federale, o da essa non vietati agli Stati, sono riservati ai rispettivi Stati, o al popolo.

### Svizzera
Ispirata dalla Costituzione degli Stati Uniti d'America e dalle idee della rivoluzione francese, la Costituzione federale della Svizzera sin dalla sua iniziale promulgazione avvenuta il 12 settembre 1848 ha stabilito segnatamente il principio di sussidiarietà, in virtù del quale i Cantoni sono sovrani per quanto la loro sovranità non sia limitata espressamente dalla Costituzione federale.

## Riferimenti normativi
- Art. 5 del Trattato sul funzionamento dell'Unione europea